# Thierry Berger
Thierry Berger (Dijon, 12 de mayo de 1962) es un deportista francés que compitió en vela en la clase Flying Dutchman. Su hermano Vincent también compitió en vela. 
Ganó cuatro medallas en el Campeonato Mundial de Flying Dutchman entre los años 1988 y 1992, y dos medallas de oro en el Campeonato Europeo de Flying Dutchman, en los años 1987 y 1992.

## Palmarés internacional
| \| Campeonato Mundial \| Campeonato Mundial \| Campeonato Mundial \| Campeonato Mundial \| \| Año \| Lugar \| Medalla \| Clase \| \| ------------------ \| ------------------------ \| ------------------ \| ------------------ \| \| 1988 \| Medemblik (Países Bajos) \| Medalla de bronce \| Flying Dutchman \| \| 1990 \| Newport (Estados Unidos) \| Medalla de plata \| Flying Dutchman \| \| 1991 \| Tauranga (Nueva Zelanda) \| Medalla de plata \| Flying Dutchman \| \| 1992 \| Cádiz (España) \| Medalla de bronce \| Flying Dutchman \| \| Campeonato Europeo \| \| \| \| \| Año \| Lugar \| Medalla \| Clase \| \| 1987 \| Horten (Noruega) \| Medalla de oro \| Flying Dutchman \| \| 1992 \| Tolón (Francia) \| Medalla de oro \| Flying Dutchman \| |                          |                   |                 |
| Campeonato Mundial |                          |                   |                 |
| Año | Lugar                    | Medalla           | Clase           |
| 1988 | Medemblik (Países Bajos) | Medalla de bronce | Flying Dutchman |
| 1990 | Newport (Estados Unidos) | Medalla de plata  | Flying Dutchman |
| 1991 | Tauranga (Nueva Zelanda) | Medalla de plata  | Flying Dutchman |
| 1992 | Cádiz (España)           | Medalla de bronce | Flying Dutchman |
| Campeonato Europeo |                          |                   |                 |
| Año | Lugar                    | Medalla           | Clase           |
| 1987 | Horten (Noruega)         | Medalla de oro    | Flying Dutchman |
| 1992 | Tolón (Francia)          | Medalla de oro    | Flying Dutchman |